# Chennaiyin FC
Chennaiyin FC (hindi चेन्नईयिन फुटबॉल क्लब, ang. Chennaiyin Football Club) – indyjski klub piłkarski, mający siedzibę w mieście Ćennaj w stanie Tamilnadu, w południowej części kraju, grający od 2014 w rozgrywkach Indian Super League.

## Historia
Chronologia nazw:
- 2014: Chennai Titans Football Club
- 2014: Chennaiyin Football Club

Klub piłkarski Chennai Titans FC został założony w miejscowości Ćennaj 28 sierpnia 2014 roku po tym, jak na początku 2014 roku narodowa federacja piłki nożnej w Indiach ogłosiła o powstaniu Indian Super League. 11 kwietnia 2014 roku ogłoszono, że prawa do franczyzy Ćennaj zdobyli Vita Dani, bollywoodzki aktor Abhishek Bachchan i indyjski krykiecista MS Dhoni. 12 września 2014 roku Marco Materazzi został zatrudniony na stanowisku głównego trenera klubu, grając również na boisku jako zawodnik. Przed rozpoczęciem sezonu klub przyjął oficjalną nazwę Chennaiyin FC. Nazwa zespołu Chennaiyin FC oznacza Klub Piłkarski Ćennaj w języku tamilskim, gdzie przyrostek „yin” jest podobny do zaborczego „ski” w języku polskim. 15 października tego samego roku klub rozegrał swój pierwszy oficjalny mecz w Superlidze, wygrywając 2:1 z FC Goa na stadionie piłkarskim Jawaharlal Nehru Stadium w Ćennaju. W inauguracyjnym sezonie 2014 zespół zwyciężył w rundzie zasadniczej, ale potem w fazie play-off przegrał w półfinale. W kolejnym sezonie po zajęciu trzeciej lokaty w tabeli ligowej, w fazie playoff zdobył tytuł mistrza, pokonując 3:2 w finale FC Goa. W 2016 został sklasyfikowany na siódmej pozycji i nie awansował do fazy play-off. W sezonie 2017/18 po raz drugi został mistrzem. Następny sezon 2018/19 zakończył na ostatniej 10.pozycji. W sezonie 2019/20 zespół dotarł po finału playoff, a w kolejnych dwóch sezonach nie zdobył miejsca na podium, zajmując w obu przypadkach ósmą pozycję w tabeli ligowej.

## Barwy klubowe, strój, herb, hymn
|  |  |

Klub ma barwy niebiesko-białe. Piłkarze domowe spotkania zazwyczaj grają w niebieskich koszulkach, niebieskich spodenkach oraz niebieskich getrach.

## Sukcesy

### Trofea międzynarodowe
| \| \| Zdobyte trofea w rozgrywkach międzynarodowych (stan na: 31-05-2022) \| |                                                                     |      |          |
| Rozgrywki                                                                    | Osiągnięcie                                                         | Razy | Sezon(y) |
| · Liga Mistrzów AFC                                                          | zdobywca                                                            | 0    |          |
| · Liga Mistrzów AFC                                                          | finalista                                                           | 0    |          |
| Puchar AFC                                                                   | zdobywca                                                            | 0    |          |
| Puchar AFC                                                                   | finalista                                                           | 0    |          |
| Puchar AFC                                                                   | 2.miejsce gr.E                                                      | 1    | 2019     |
| Azjatycki Puchar Zdobywców                                                   | zdobywca                                                            | 0    |          |
| Azjatycki Puchar Zdobywców                                                   | finalista                                                           | 0    |          |
| FIFA                                                                         | Zdobyte trofea w rozgrywkach międzynarodowych (stan na: 31-05-2022) |      |          |

### Trofea krajowe
| \| \| Zdobyte trofea w rozgrywkach Indii (stan na: 31-05-2022) \| |                                                          |      |                     |
| Rozgrywki                                                         | Osiągnięcie                                              | Razy | Sezon(y)            |
| Mistrzostwo                                                       | I miejsce                                                | 2    | 2015, 2017/18       |
| Mistrzostwo                                                       | II miejsce                                               | 1    | 2019/20             |
| Mistrzostwo                                                       | III miejsce                                              | 1    | 2014 (półfinalista) |
| Puchar                                                            | zdobywca                                                 | 0    |                     |
| Puchar                                                            | finalista                                                | 1    | 2019                |
| II liga                                                           | I miejsce                                                | 0    |                     |
| II liga                                                           | II miejsce                                               | 0    |                     |
| II liga                                                           | III miejsce                                              | 0    |                     |
| Indie                                                             | Zdobyte trofea w rozgrywkach Indii (stan na: 31-05-2022) |      |                     |

## Struktura klubu

### Stadion
Klub piłkarski rozgrywa swoje mecze domowe na stadionie Jawaharlal Nehru Stadium w Ćennaju, który może pomieścić 40.000 widzów.

## Rywalizacja z innymi klubami

### Derby
- Kerala Blasters FC
- Bengaluru FC